# 伊丽莎白·曼利
伊丽莎白·曼利（英語：Elizabeth Manley，1965年8月7日—），加拿大女子花样滑冰运动员。她曾代表加拿大参加1984年和1988年冬季奥林匹克运动会花样滑冰比赛，其中1988年冬季奥运会获得一枚银牌。